# Indigofera paraglaucifolia
Indigofera paraglaucifolia är en ärtväxtart som beskrevs av Antonio Rocha da Torre. Indigofera paraglaucifolia ingår i släktet indigosläktet, och familjen ärtväxter. Inga underarter finns listade i Catalogue of Life.